# Santa Maria de Cistella
Santa Maria de Cistella és l'església parroquial de la vila de Cistella (Alt Empordà) inclosa en l'Inventari del Patrimoni Arquitectònic de Catalunya.

## Descripció

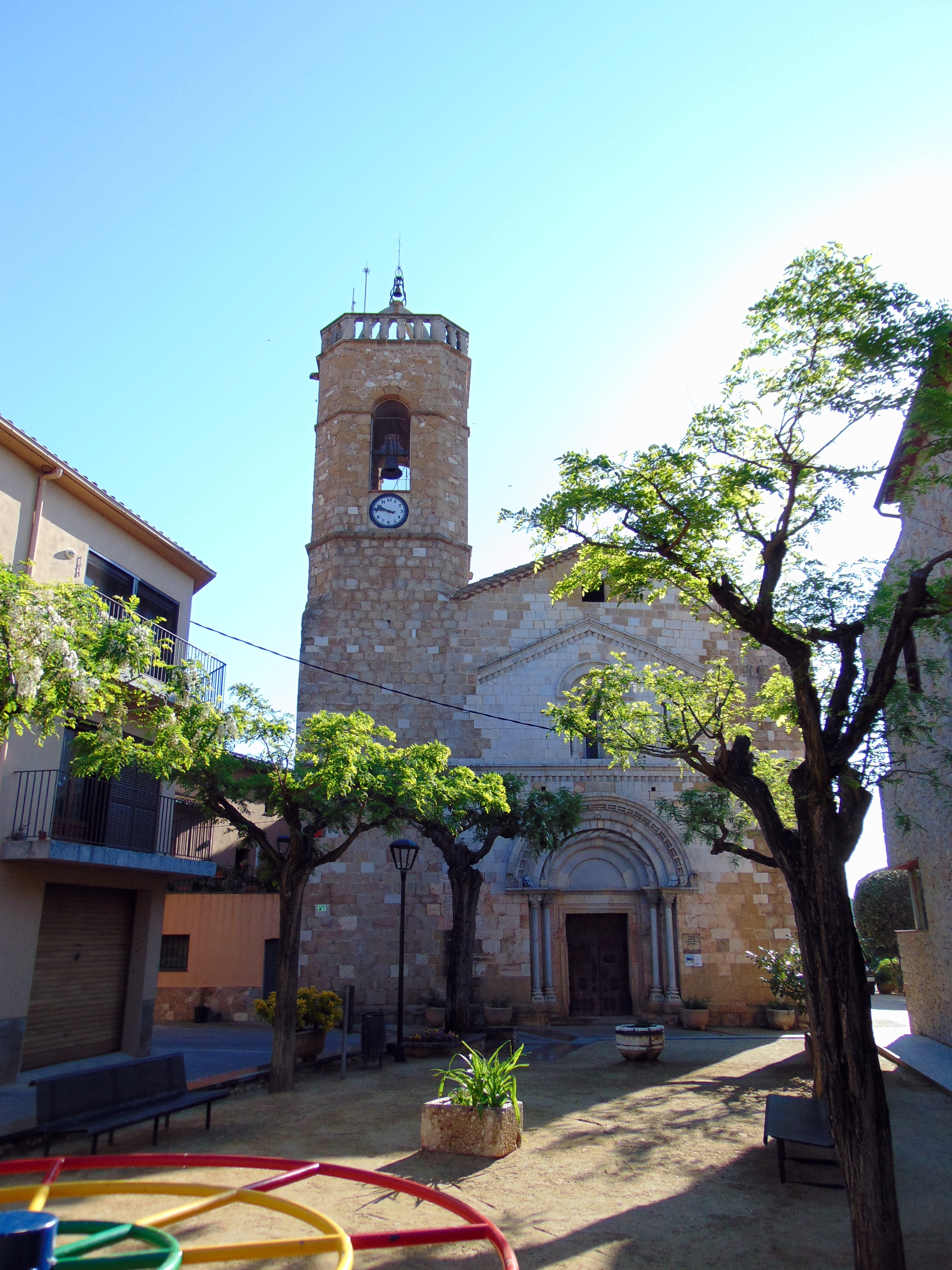

L'edifici està situat al centre del poble. És un temple d'una sola nau amb tres capelles laterals a cada banda, capçalera poligonal i cor als peus. La volta és de canó amb llunetes. La façana principal, situada a ponent, és l'única part conservada de l'època romànica i té com a elements més remarcables la porta d'accés i la finestra superior, totes dues amb obertura d'arc de mig punt. La portada presenta arquivoltes decorades, llinda i timpà llis, a cada banda de la qual hi ha dues columnes amb capitells esculpits amb temes vegetals i animals fantàstics. La finestra situada al damunt de la porta té arquivoltes decorades amb relleu i a cada costat una columna amb capitells vegetals i geomètrics. Entre la porta i la finestra hi ha una divisió horitzontal de la façana, amb decoració de dents de serra i una cornisa superior, elements que apareixen també a la part superior del frontis, sota la teulada. El campanar es troba a la banda esquerra de la façana. És de base quadrada i cos vuitavat, amb quatre obertures d'arc de mig punt.
A la part exterior hi ha una escultura en forma de fulla d'acant i la representació de la pota d'un animal. Aquesta disposició és molt semblant a les de Santa Maria de Lladó, Sant Martí de Pau i Santa Maria de l'Om de Masarac. La finestra està presidida per tres arcs sustentats en columnes que semblen haver estat restaurats al segle xviii, i està separada del portal per una cornisa i un fris en forma de dentat de serra.

## Història

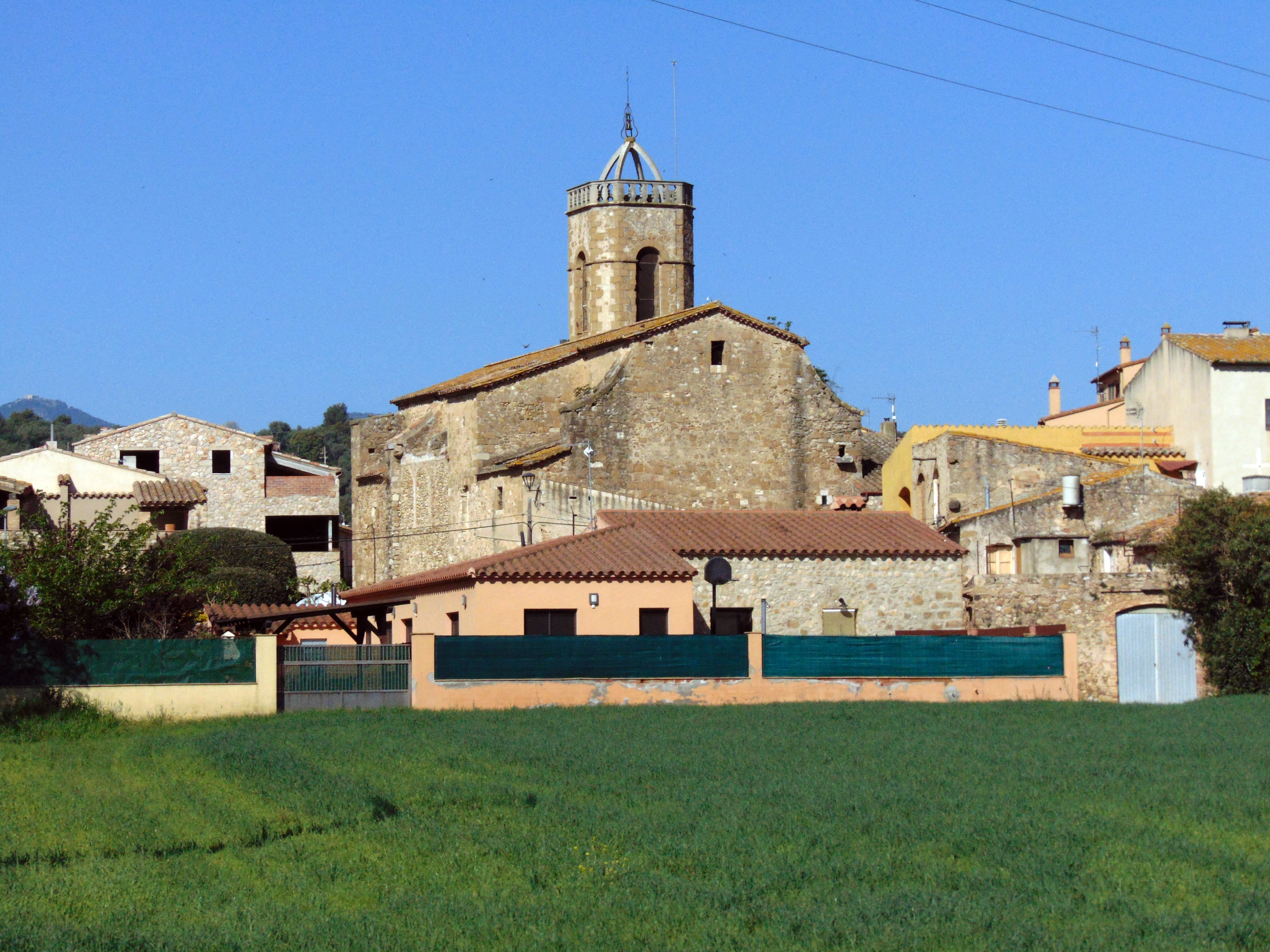

L'origen de l'església és d'època romànica. Les característiques estilístiques permeten datar-la al darrer terç del segle xii, encara que la parròquia apareix documentada ja al segle xi.
Durant el segle xviii el temple va ser reconstruït, ja que l'antiga església estava molt malmesa. Es respectà la façana. Les obres s'iniciaren l'any 1740 i el temple es beneí el 1745.